# Angélique Ionatos

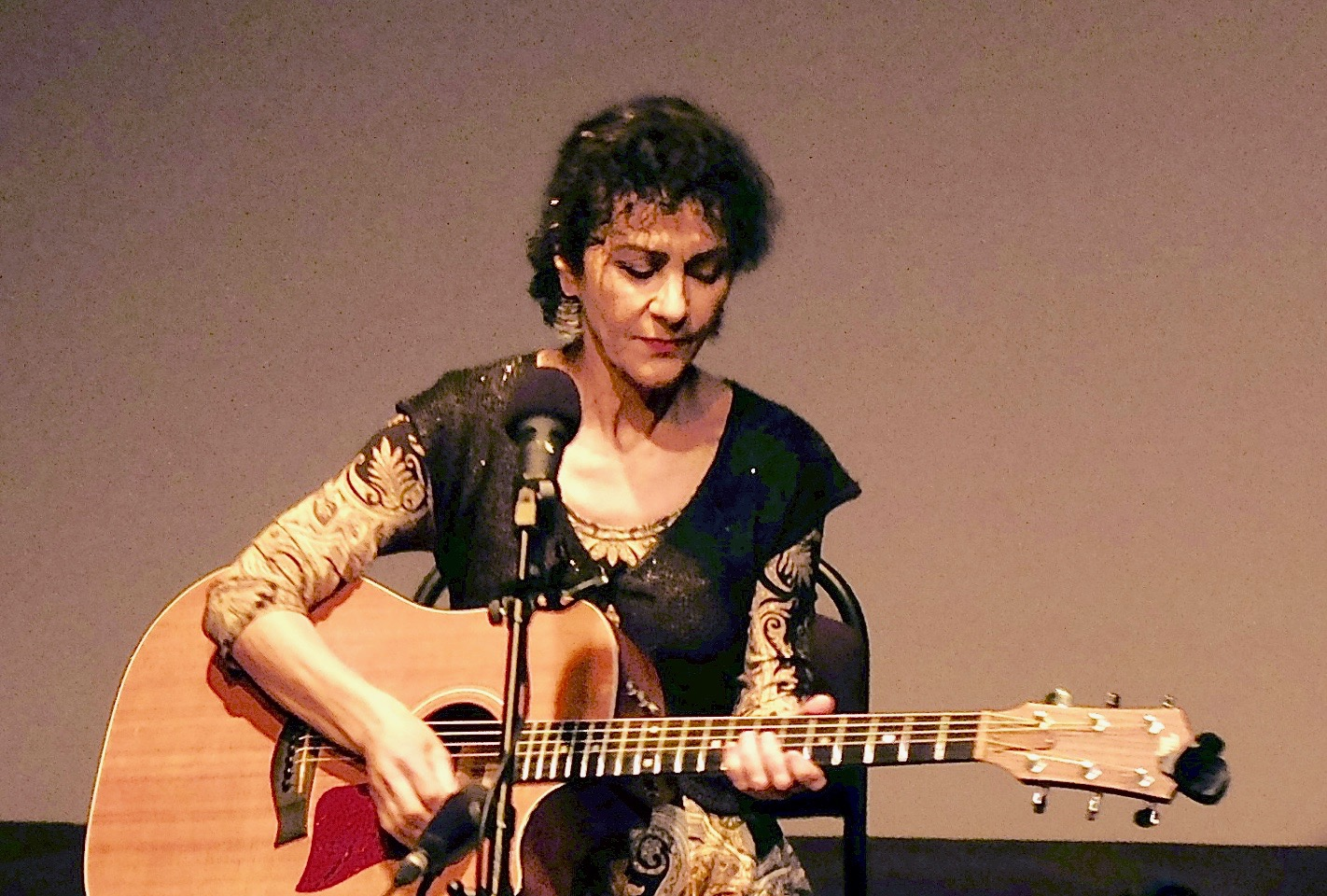
Angélique Ionatos, 2016

Angélique Ionatos (griechisch Αγγελική Ιονάτου, geboren am 22. Juni 1954 in Athen; gestorben am 7. Juli 2021 in Les Lilas) war eine Sängerin, Gitarristin und Komponistin der griechischen Diaspora von Paris. Sie vertonte und interpretierte Lyrik vor allem von zeitgenössischen griechischen Dichtern.

## Leben und Werk
Ihre Eltern flohen vor der griechischen Militärdiktatur nach Belgien. Angélique Ionatos folgte ihnen 1969. Die Familie ließ sich in Liège nieder. Als Schülerin erlebte Ionatos in Belgien zum ersten Mal ein Konzert von Mikis Theodorakis, der auf einer Welttournee war, und beschloss Musikerin zu werden. Mit ihrem Bruder Photis nahm sie 1973 ihr erstes Album mit eigenen Kompositionen politischer Chansons unter dem Titel Résurrection auf, das mit dem Grand Prix du Disque der Akademie Charles Cros ausgezeichnet wurde. 1976 trennte sich das Duo und Angélique Ionatos zog nach Paris, wo sie bis zu ihrem Tod lebte.
Seit 1977 komponierte sie Lieder, die auf Gedichten zeitgenössischer griechischer Schriftsteller beruhen, später auch von Frida Kahlo und Pablo Neruda, interpretierte sie und begleitete ihren Gesang mit der Konzertgitarre. Eine besondere künstlerische Beziehung verband sie mit Odysseas Elytis. Sein szenisches Gedicht María Neféli (1978), eine Art Gespräch zwischen einer jungen Frau, die die junge Generation nach der Diktatur verkörpert, und einem Mann, der sich ihr als Dichter offenbart, inspirierte sie zu einer dialogischen Kantate mit dem französischen Titel Marie des Brumes. Sie vertonte auch Verse der antiken Dichterin Sappho in der neugriechischen Übersetzung von Elytis. Die Liederkomposition Sappho De Mytilene spielte sie 1991 zusammen mit Nena Venetsanou ein. 1994 adaptierte sie Mia Thalassa, einen Zyklus von fünfzehn kurzen Stücken, komponiert von Mikis Theodorakis nach Gedichten von Dimitra Manda. Im Laufe ihrer über 40-jährigen Karriere brachte Angélique Ionatos 19 Alben heraus. Viele ihrer Aufnahmen waren Koproduktionen mit dem Théâtre de la Ville in Paris oder dem Théâtre de Sartrouville. Sie sang auf Griechisch und Französisch, arbeitete mit klassischen wie mit Jazz-Musikern zusammen und ab 2006 mit der griechischen Gitarristin und Sängerin Katerina Fotinaki.
Wenn sie ihre Kompositionen schrieb, überließ sie sich der Prosodie der Gedichte, der die Musik folgt, die in der griechischen Kultur wurzelt. Mit den ungeraden Rhythmen, die für die traditionelle griechische Musik typisch sind, wirkt sie ungestüm und rau. Jedoch komponierte und arrangierte Ionatos nicht im Sinne von Mikis Theodorakis mit Bouzouki im Stil des Rembetiko. Es flossen Elemente von Klassik, Jazz, Chanson, orientalischen und Tango-Traditionen ein. Ihr Gitarrenspiel sei einzigartig, strahle Anmut und Entschlossenheit aus, schrieb ein französischer Jazz-Journalist. Ihre Stimme sei warm, doch nicht schwer, und dramatisch mit der Erhabenheit großer mediterraner Sängerinnen.
Ihr letztes Album Reste la lumière erschien 2015 mit zwölf Liedern, zwei davon nach Gedichten von Elytis, begleitet von Musikern mit Violoncello, Contrabass und Bandoneon. Sie widmete es dem heutigen Griechenland in der Depression mit der Botschaft, dass die Poesie die Kraft habe, die Zukunft zu verändern.
Angélique Ionatos starb nach langer Krankheit wenige Tage nach ihrem 67. Geburtstag. France Musique würdigte sie als „eine der größten Stimmen Griechenlands im Exil“.

## Preise
- 1973: Grand Prix du Disque zusammen mit Photis Ionatos für Résurrection[2]
- 1984: Grand Prix Audiovisuel de l’Europe für Marie des Brumes[9]

## Diskografie (Auswahl)
- 1973: Résurrection (mit Photis Ionatos)
- 1979: I Palami sou (erstes Soloalbum nach Gedichten von Dimitris Mortoyas)
- 1984: Marie des Brumes (Maria Nepheli, Odysseas Elytis)
- 1991: Sappho De Mytilene (Vertonung von Sapphos Lyrik; Gesang mit Nena Venetsanou)
- 1992: O Erotas (nach Versen von Odysseas Elytis, Kostas Karyotakis, Iakovos Kambanellis, Sappho)
- 1994: Mia Thalassa (Komposition: Mikis Theodorakis, Gedichte: Dimitra Manda)
- 2000: D’un Bleu très noir (nach Lyrik von Konstantin Kavafis, Christos Chryssopoulos, Dionisis Karatzas, Kostas Varnalis)
- 2003: Alas Pa’ volar (nach Texten von Frida Kahlo)
- 2007: Eros y muerte (nach Gedichten von Pablo Neruda)
- 2009: Comme un jardin la nuit (Duett Gitarre und Gesang mit Katerina Fotinaki)[10]
- 2015: Reste la lumière (nach Texten von Dyonissis Kapsalis, Dimitris Mortoyas, Odysseas Elytis)